# Roman Yuzepchuk
Roman Yuzepchuk (tiếng Belarus: Раман Юзепчук, tiếng Belarus: Роман Юзепчук, sinh 24 tháng 7 năm 1997) là một cầu thủ bóng đá Belarus thi đấu cho Rukh Brest.

## Sự nghiệp câu lạc bộ
Trong năm 2015, anh được cho mượn đến câu lạc bộ ở nông trại Dinamo Bereza-2010.

## Sự nghiệp quốc tế
Anh ra sân 3 lần và ghi 3 bàn thắng cho Đội tuyển bóng đá U-19 quốc gia Belarus tại Vòng loại Giải vô địch bóng đá U-19 châu Âu 2016.

### Bàn thắng quốc tế
Bàn thắng và kết quả của Belarus được để trước.
| #  | Ngày                 | Địa điểm                            | Đối thủ    | Bàn thắng | Kết quả | Giải đấu                    |
| -- | -------------------- | ----------------------------------- | ---------- | --------- | ------- | --------------------------- |
| 1. | 14 tháng 10 năm 2020 | Sân vận động Dinamo, Minsk, Belarus | Kazakhstan | 2–0       | 2–0     | UEFA Nations League 2020–21 |